# Trichophora polita
Trichophora polita là một loài ruồi trong họ Tachinidae.